# معرض باريس للصور

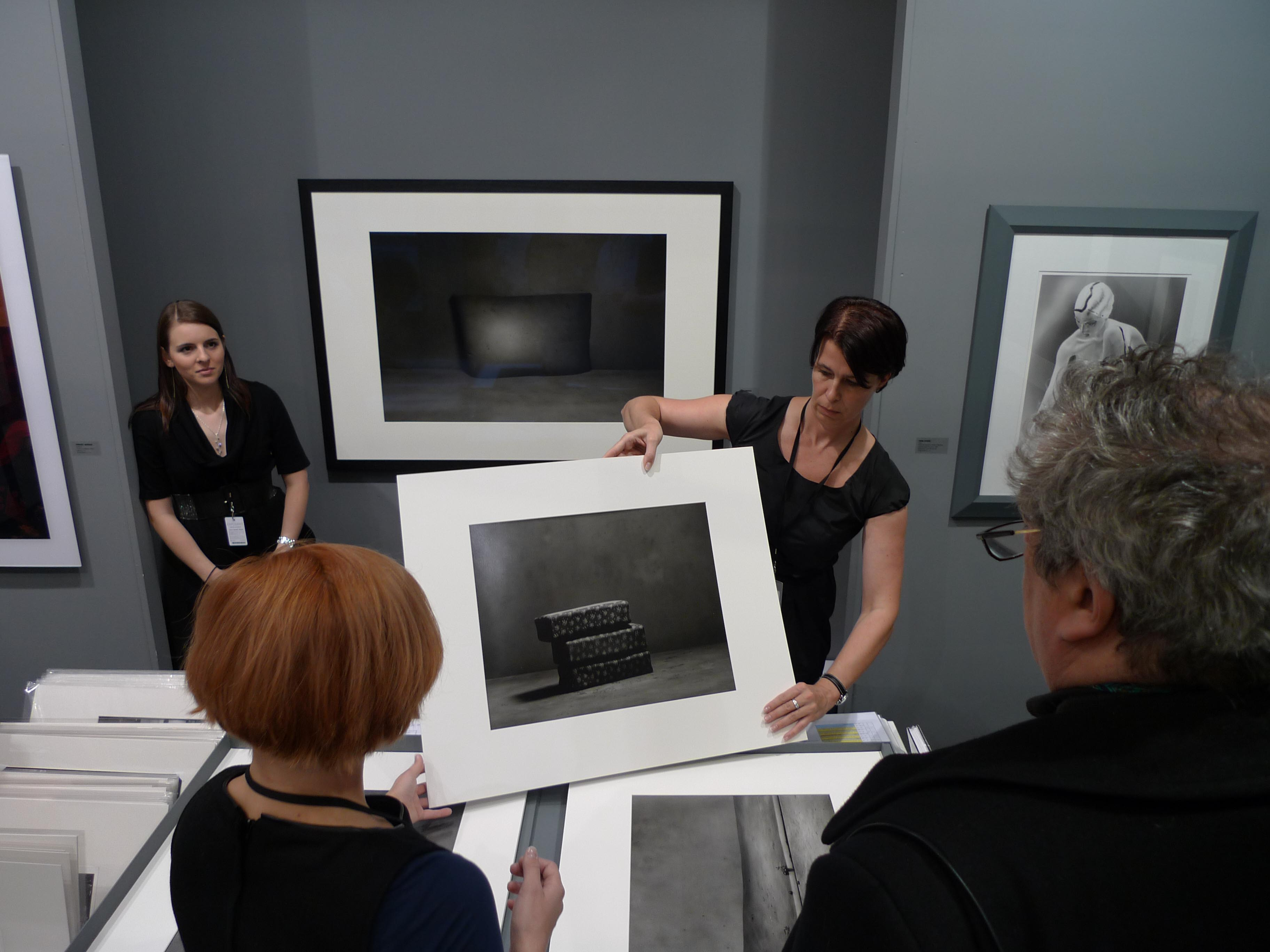

معرض باريس للصور هو أحد أكبر المعارض الفنيّة في العالم للتصوير الفوتوغرافي حيثُ أُقيم لأول مرّة في تشرين الثاني/نوفمبر عام 1997 في كل من القصر الكبير ومجمع المتاحف في الشانزليزيه في الدائرة الثامنة في باريس بفرنسا.
يُقدّم معرض باريس للصور لزواره الاختيار الأكثر نوعًا وتنوعًا من الأعمال الفنية القائمة على الصور للفنانين من كل العالم من ضمنهم رشيد مهدي إلى جانب برنامج عام للمَعارض والجوائز وجلسات توقيع الفنانين ومحادثات تضمّ شخصيات بارزة. يجمعُ المعرض أكثر من 180 معرضًا رائدًا بالإضافةِ إلى مشاركة أشخاص يعرضون أكبر تشكيلة من الأعمال الفنية عالية الجودة المتوفرة في الأسواق وكذا الإصدارات النادرة والمحدودة وإصدارات الكتب الرائدة.